# 律師公會
律師公會為律師的專業協會組織。有一些律師公會負責管轄其司法管轄權地區內的法律專業；其它的律師公會則是致力於為其成員服務之專業組織；在許多情況下，公會都會具有二者的服務形態。在許多英聯邦司法管轄區，律師公會包括有資格擔任大律師或辯護律師的會員，而不僅是事務律師而已（參見大律師公會執行委員會）。律師公會的成員資格對於執業律師可能是強制性的（未入會的律師不得執業）、或自願性（可選擇性的），具體的方法端視各司法管轄權的法律規定。
在區分大律師（barrister）與事務律師（solicitor，可簡稱「律師」）的司法管轄區，事務律師由律師會（law society）規管，而大律師則由大律師公會（bar association）規管。

## 參閱
- 美國律師公會
- 加拿大大律師公會
- 香港大律師公會
- 中华全国律师协会
- 大律師行業（英语：Bar (law)）
- 取消律師執業資格（英语：Disbarment）（striking off the roll）
- 律師會
- 大律師公會執行委員會（英语：bar council）
- 法定法官原則（德语：Gesetzlicher Richter）（Das Recht auf den gesetzlichen Richter；Grundsatz des gesetzlichen Richters）
- 非常法院（德语：Ausnahmegericht）

## 外部連結
- 中的“律師公會”
- 取消律師執業資格,disbarment （页面存档备份，存于）